# Gadirtha fuscithorax
Gadirtha fuscithorax är en fjärilsart som beskrevs av Embrik Strand 1917. Gadirtha fuscithorax ingår i släktet Gadirtha och familjen trågspinnare. Inga underarter finns listade i Catalogue of Life.